# Млекар
Млекар је помоћна зграда у српском сеоском домаћинству која има само једну (веома важну) намену: у њој се држе и прерађују производи од млека - кајмак и сир. Како се исхрана наших предака углавном заснивала на овим производима, то је улога млекара у животу сеоске задруге била врло значајна. Све послове везане за прераду млека и млечних производа обављала је једна женска особа у домаћинству, коју су звали „планинка“.
Млекар   се најчешће гради као брвнара (због микроклиматских услова), а на њему нема прозора. На једном зиду млекара се обично буше рупе како би се обезбедило струјање ваздуха.
- Млекар и вајат
- Реконструисани изглед ентеријера млекара